# Креничи
Креничи (укр. Креничі) — село, входит в Обуховский район Киевской области Украины.
Население по переписи 2001 года составляло 135 человек. Почтовый индекс — 08745. Телефонный код — 4572. Занимает площадь 0,004 км². Код КОАТУУ — 3223186802.

## Местный совет
08710, Київська обл., Обухівський р-н, с. Підгірці, вул. Васильківська, 39